# Candelária (Rio Grande do Sul)
Candelária is een gemeente in de Braziliaanse deelstaat Rio Grande do Sul. De gemeente telt 28.906 inwoners (schatting 2022).

## Geografie

### Aangrenzende gemeenten
De gemeente grenst aan Cachoeira do Sul, Cerro Branco, Novo Cabrais, Passa-Sete, Rio Pardo, Vale do Sol en Vera Cruz.

### Hydrografie
De plaats ligt aan de rivier de Pardo.

## Bezienswaardigheden
- Museu Aristides Carlos Rodrigues - Museum over Paleontologie

## Verkeer en vervoer

### Wegen
Candelária is via de hoofdweg RCS-153/287 verbonden met Passo Fundo in het noorden, Montenegro in het oosten en São Borja in het westen. De RS-400 is een verbinding met Sobradinho in het noorden. De RS-410 is een weg in zuidelijke richting.

## Galerij

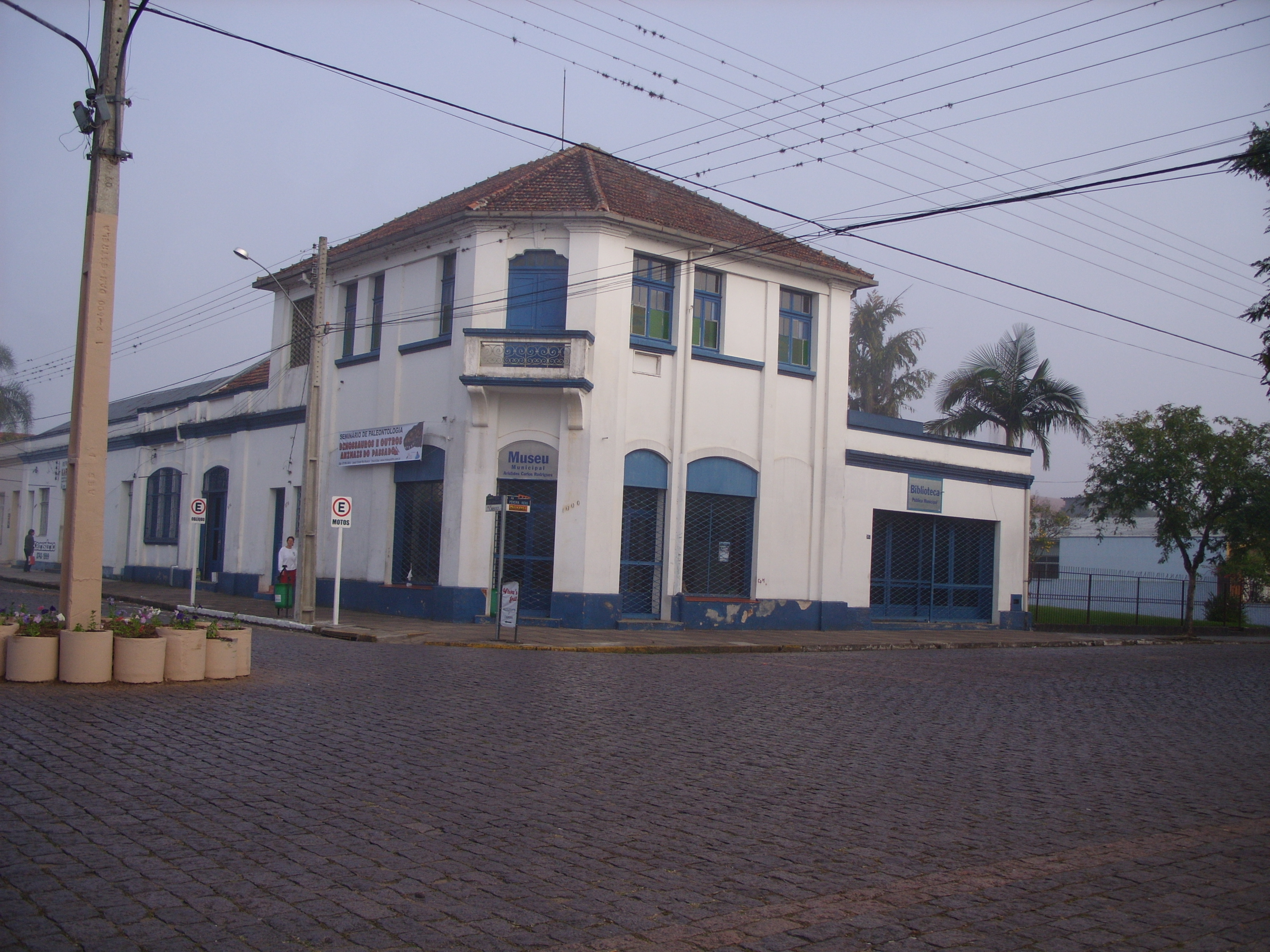
Museum Aristides Carlos Rodrigues
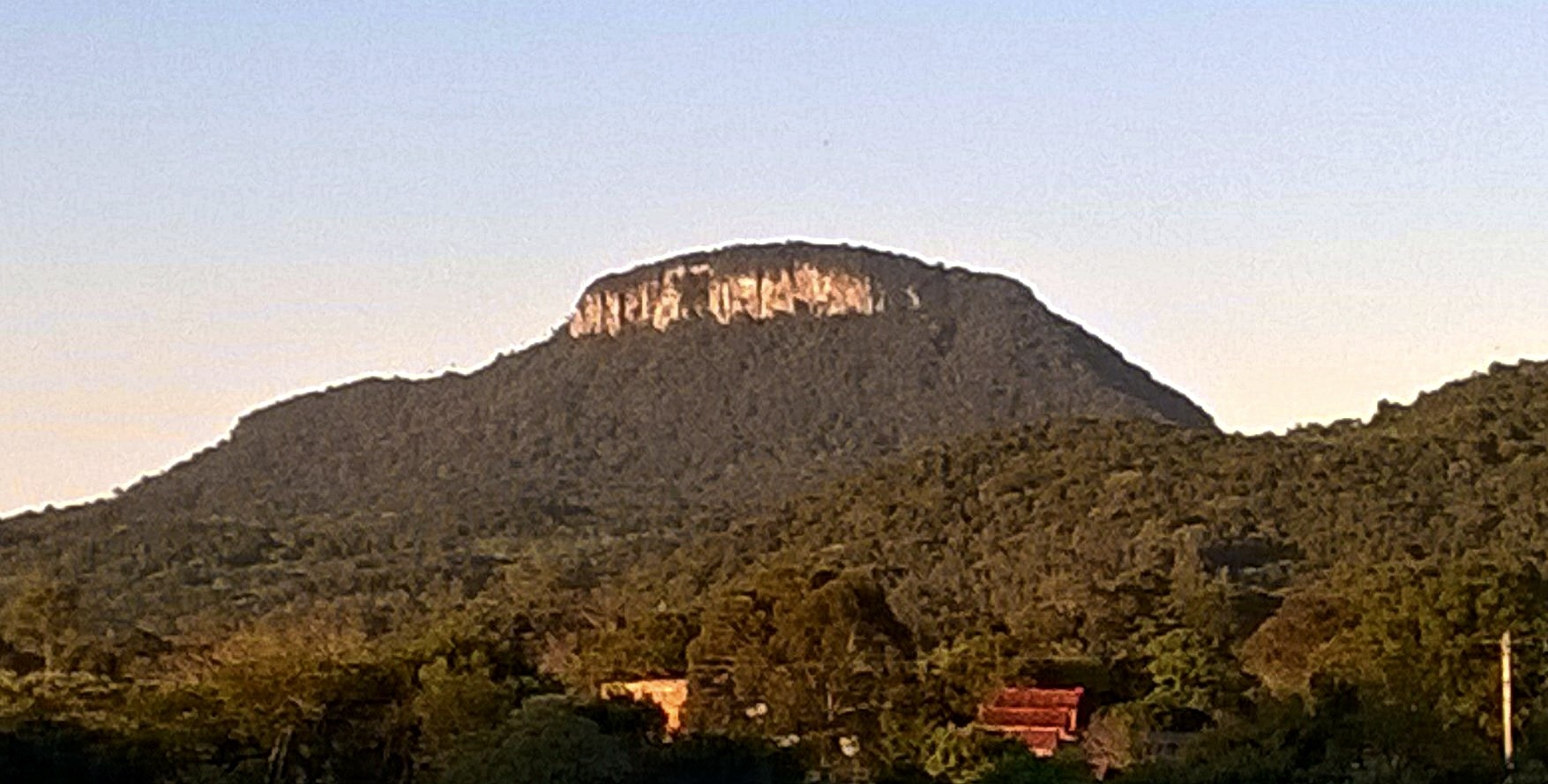
Cerro Botucaraí (569 m)